# Guy Lapébie
Guy Lapébie (Saint-Geours-de-Maremne, 28 novembre 1916 – Saint-Gaudens, 8 marzo 2010) è stato un ciclista su strada e pistard francese.
Professionista dal 1936 al 1952, vinse due medaglie d'oro e una d'argento ai Giochi della XII Olimpiade di Berlino, due tappe al Tour de France e fu terzo nell'edizione del 1948 vinta da Gino Bartali. Su pista vinse due volte la Sei giorni di Parigi e altrettante quella di Berlino.

## Carriera
Fratello minore di Roger Lapébie, fu inizialmente pistrd ma seppe ottenere risultati anche su strada. Nel 1936 partecipò ai Giochi della XII Olimpiade di Berlino dove riuscì a aggiudicarsi tre medalglie, due ori nell prova a squadre di inseguimento e su strada e un argento nella prova in linea maschile.
Nel 1937 passò professionista cogliendo subito una vittoria, in un criterium francese, e ottenendo un piazzamento nella Parigi-Caen.
Nel 1939 corse la Parigi-Nizza dove sfiorò un paio di volte il successo e concluse la prova al nono posto assoluto; vinse inoltre ancora un criterium sempre in Francia.
Con l'avvento della Seconda guerra mondiale dovette rinunciare alle classiche monumento e ai Grandi Giri. Nel corso del quinquennio bellico ottenne comunque successi e piazzamenti nelle varie corse che potevano essere organizzate, fra cui il Gran Premio d'Europa nel 1943.
Finita la guerra tornò a imporsi in diverse corse e nel 1946 ottenne diversi risultati in corse svizzere, una tappa al Tour de Suisse e la classifica finale del Tour des Tres Lacs. Fu inoltre terzo nella Parigi-Rennes e ottavo nel campionato francese; fu anche convocato per i mondiali che chiuse al nono posto.
Nel 1948 vinse la prima delle sue otto Sei Giorni, quella di Parigi, e riuscì a ottenere vittorie di tappa e podi finali al Giro del Lussemburgo e al Tour de France. La stagione successiva andò sulla falsariga della precedente, tuttavia non riuscì si piazzò nelle classifiche generali, al Giro del Lussemburgo fu solo dodicesimo, mentre al Tour, dove pure vinse una tappa, fu costretto al ritiro.
Nel 1950 ottenne numerosi successi, ben sette, quattro dei quali nel Tour du Maroc, e ottenne tre piazzamenti: secondo nel Criterium National e nella Parigi-Bruxelles e terzo nella Parigi-Tours.
Nelle due stagioni successive si dedicò prevalentemente all'attività su pista, ottenendo diversi successi nelle Sei Giorni, fra cui la Sei Giorni di Berlino 1951 e 1952, nel 1952 corse anche il Tour de France ma si ritirò alla diciottesima tappa.
La famiglia Lapébie fu una famiglia di ciclisti, infatti il fratello maggiore di Guy, Roger, fu un ciclista degli anni dell'anteguerra, e sia il figlio Serge Lapébie che il nipote Christian Lapébie corsero in bici.
Malato da alcuni mesi, muore in ospedale l'8 marzo 2010 all'età di 93 anni

## Palmarès

### Strada
- 1942

1ª tappa Circuit de France
- 1943

Grand Prix de l'Europe (con Francis Grauss)
- 1944

Omnium de la route - prova in linea
- 1945

Zurigo-Losanna
- 1946

Grand Prix Le Locle
1ª tappa Tour des Tres Lacs
3ª tappa Tour des Tres Lacs
Classifica generale Tour de Tres Lacs
3ª tappa, 1ª semitappa Tour de Suisse
- 1948

3ª tappa Tour de France
2ª tappa Tour de Luxembourg
- 1949

8ª tappa Tour de France
5ª tappa, 2ª semitappa Tour de Luxembourg
- 1950

2ª tappa Grand Prix des grands vins de la Gironde
Classifica generale Grand Prix des grands vins de la Gironde
2ª tappa Tour du Maroc
8ª tappa Tour du Maroc
12ª tappa Tour du Maroc
15ª tappa Tour du Maroc

#### Altri successi
- 1937

Circuito di Montpellier
- 1939

Circuito di Perigueux
- 1945

Criterium di Bellinzona
- 1948

Criterium di Bordeaux
Criterium di Troyes

### Pista
- 1948

Sei giorni di Parigi (con Arthur Sérès)
Bol d'Or de Nimes (con Arthur Sérés)
- 1949

Sei giorni di Parigi (con Achiel Bruneel)
- 1950

Sei giorni di Saint-Etienne (con Achiel Bruneel)
- 1951

Sei giorni di Monaco di Baviera (con Emile Carrara)
Sei giorni di Hannover (con Emile Carrara)
Sei giorni di Berlino (con Emile Carrara)
- 1952

Sei giorni di Dortmund (con Emile Carrara)
Sei giorni di Berlino (con Emile Carrara)

## Piazzamenti

### Grandi Giri
- Tour de France

1948: 3º
1949: ritirato (10ª tappa)
1952: ritirato (18ª tappa)

### Classiche monumento
- Giro delle Fiandre

1943: 28º
- Parigi-Roubaix

1944: 22º
1952: 53º
- Giro di Lombardia

1950: 30º

### Competizioni mondiali
- Campionati del mondo

Floreffe 1935 - In linea Dilettanti: 4º
Zurigo 1946 - In linea: 9º
- Giochi olimpici

Berlino 1936 - In linea: 2º
Berlino 1936 - Corsa a squadre: vincitore
Berlino 1936 - Inseguimento a squadre:vincitore